# Olympische Winterspiele 1952/Skilanglauf
Bei den VI. Olympischen Winterspielen 1952 in Oslo fanden vier Wettbewerbe im Skilanglauf statt. Diese galten gleichzeitig als 19. Nordische Skiweltmeisterschaften. Somit wurden neben olympischen Medaillen auch Weltmeisterschaftsmedaillen vergeben. Austragungsort waren die Loipen am Osloer Hausberg Holmenkollen. Erstmals fand ein Langlaufwettbewerb für Frauen statt.
Die Wettbewerbe waren mehr denn je geprägt von der Überlegenheit der Athleten Skandinaviens. Die Finnen gewannen drei der vier Goldmedaillen. Norwegen sicherte sich einen Medaillensatz und für Schweden blieb eine Bronzemedaille übrig.

## Bilanz

### Medaillenspiegel
| Platz  | Land     | Gold | Silber | Bronze | Gesamt |
| ------ | -------- | ---- | ------ | ------ | ------ |
| 1      | Finnland | 3    | 3      | 2      | 8      |
| 2      | Norwegen | 1    | 1      | 1      | 3      |
| 3      | Schweden | –    | –      | 1      | 1      |
| Gesamt | Gesamt   | 4    | 4      | 4      | 12     |

### Medaillengewinner
Männer
| Disziplin         | Gold                                                         | Silber                                                                  | Bronze                                                             |
| ----------------- | ------------------------------------------------------------ | ----------------------------------------------------------------------- | ------------------------------------------------------------------ |
| 18 km             | Hallgeir Brenden (NOR)                                       | Tapio Mäkelä (FIN)                                                      | Paavo Lonkila (FIN)                                                |
| 50 km             | Veikko Hakulinen (FIN)                                       | Eero Kolehmainen (FIN)                                                  | Magnar Estenstad (NOR)                                             |
| 4 × 10 km Staffel | FinnlandHeikki Hasu Urpo Korhonen Paavo Lonkila Tapio Mäkelä | NorwegenHallgeir Brenden Magnar Estenstad Mikal Kirkholt Martin Stokken | SchwedenSigurd Andersson Enar Josefsson Martin Lundström Nils Täpp |

Frauen
| Disziplin | Gold                | Silber                | Bronze               |
| --------- | ------------------- | --------------------- | -------------------- |
| 10 km     | Lydia Wideman (FIN) | Mirja Hietamies (FIN) | Siiri Rantanen (FIN) |

## Ergebnisse Männer

### 18 km
| Platz | Land | Athlet             | Zeit (h) |
| ----- | ---- | ------------------ | -------- |
| 1     | NOR  | Hallgeir Brenden   | 1:01:34  |
| 2     | FIN  | Tapio Mäkelä       | 1:02:09  |
| 3     | FIN  | Paavo Lonkila      | 1:02:20  |
| 4     | FIN  | Heikki Hasu        | 1:02:24  |
| 5     | SWE  | Nils Karlsson      | 1:02:56  |
| 6     | NOR  | Martin Stokken     | 1:03:00  |
| 7     | SWE  | Nils Täpp          | 1:03:35  |
| 8     | FIN  | Tauno Sipilä       | 1:03:40  |
| 9     | SWE  | Gunnar Östberg     | 1:03:44  |
| 10    | FIN  | Toivo Oikarinen    | 1:04:07  |
|       |      |                    |          |
| 23    | AUT  | Josef Schneeberger | 1:09:12  |
| 26    | SUI  | Alfons Supersaxo   | 1:09:38  |
| 28    | AUT  | Hias Noichl        | 1:09:48  |
| 30    | SUI  | Alfred Kronig      | 1:10:12  |
| 31    | AUT  | Hans Eder          | 1:10:13  |
| 35    | SUI  | Hans Lötscher      | 1:10:45  |
| 37    | SUI  | Josef Schnyder     | 1:10:51  |
| 43    | AUT  | Friedrich Krischan | 1:11:54  |
| 46    | SUI  | Karl Bricker       | 1:12:19  |
| 48    | AUT  | Oskar Schulz       | 1:12:37  |
| 51    | AUT  | Leopold Kohl       | 1:13:10  |
| 54    | GER  | Alois Harrer       | 1:13:30  |
| 64    | GER  | Rudolf Kopp        | 1:15:53  |
| 65    | GER  | Albert Mohr        | 1:16:32  |
| 69    | AUT  | Josef Schiffner    | 1:17:31  |

Datum: 18. Februar 1952, 11:00 Uhr
80 Teilnehmer aus 18 Ländern, davon 75 in der Wertung.
Dieses Langlaufrennen diente auch zur Ermittlung des Ergebnisses der Nordischen Kombination.

### 50 km
| Platz | Land | Athlet           | Zeit (h) |
| ----- | ---- | ---------------- | -------- |
| 1     | FIN  | Veikko Hakulinen | 3:33:33  |
| 2     | FIN  | Eero Kolehmainen | 3:38:11  |
| 3     | NOR  | Magnar Estenstad | 3:38:28  |
| 4     | NOR  | Olav Økern       | 3:38:45  |
| 5     | FIN  | Kalevi Mononen   | 3:39:21  |
| 6     | SWE  | Nils Karlsson    | 3:39:30  |
| 7     | NOR  | Edvin Landsem    | 3:43:43  |
| 8     | NOR  | Harald Maartmann | 3:43:43  |
| 9     | FIN  | Pekka Kuvaja     | 3:46:31  |
| 10    | SWE  | Anders Törnkvist | 3:49:22  |
|       |      |                  |          |
| 15    | SUI  | Otto Beyeler     | 4:06:15  |
| 16    | SUI  | Alfred Roch      | 4:09:39  |
| 17    | SUI  | Karl Hischier    | 4:13:46  |
| 20    | SUI  | Josef Schnyder   | 4:18:45  |
| 26    | GER  | Juku Pent        | 4:30:56  |

Datum: 20. Februar 1952, 10:00 Uhr
36 Teilnehmer aus 13 Ländern, davon 33 in der Wertung.
Das Rennen wurde unter außerordentlich schweren Bedingungen ausgetragen: feuchter Schnee, Temperaturunterschiede, Steigungen und schwierige Abfahrten. Die Finnen hatten für das Rennen bestens vorgesorgt. Schon um 4 Uhr morgens zogen sie mit einem LKW ans Streckengelände, entluden 300 Paar Skier und Skistöcke, dazu Funkgeräte, Verpflegung aller Art, Öfen und Berge von Wachs. Beim Rennen selbst waren 50.000 Zuschauer im Stadion, gleich viele wurden entlang der Strecke geschätzt. Der Finne Mononen startete als Erster, der Intervall betrug eine Minute. Hakulinen kam mit 3:33:33 ins Ziel und man fand wegen seiner Siegerzeit mit den vielen Dreiern auch eine Verbindung, denn dieser Lauf war sein drittes Marathonrennen und sein dritter Sieg. Obwohl Nils Karlsson als Sechster geschlagen war, erhielt er minutenlangen Beifall, denn er hatte fünfmal hintereinander, von 1945 bis 1951, den Wasalauf gewonnen.

### 4 × 10 km Staffel
| Platz | Land Athlet                                                                        | Zeit                                              |
| ----- | ---------------------------------------------------------------------------------- | ------------------------------------------------- |
| 1     | Finnland Heikki Hasu Paavo Lonkila Urpo Korhonen Tapio Mäkelä                      | 2:20:16 h 35:01 min 35:22 min 35:47 min 34:06 min |
| 2     | Norwegen Magnar Estenstad Mikal Kirkholt Martin Stokken Hallgeir Brenden           | 2:23:13 h 36:52 min 36:07 min 35:37 min 34:37 min |
| 3     | Schweden Nils Täpp Sigurd Andersson Enar Josefsson Martin Lundström                | 2:24:13 h 36:19 min 36:39 min 35:43 min 35:32 min |
| 4     | Frankreich Gerrad Perrier Benoît Carrara Jean Mermet René Mandrillon               | 2:31:11 h 38:53 min 37:35 min 38:00 min 36:43 min |
| 5     | Österreich Hans Eder Friedrich Krischan Karl Rafreider Josef Schneeberger          | 2:34:36 h 38:41 min 39:50 min 38:16 min 37:49 min |
| 6     | Italien Arrigo Delladio Nino Anderlini Federico Deflorian Vincenzo Perruchon       | 2:35:33 h 38:46 min 38:08 min 40:51 min 37:48 min |
| 7     | BR Deutschland Hubert Egger Albert Mohr Heinz Hauser Rudolf Kopp                   | 2:36:37 h 38:26 min 39:56 min 39:23 min 38:52 min |
| 8     | Tschechoslowakei Vladimír Šimůnek Štefan Kovalčík Vlastimil Melich Jaroslav Cardal | 2:37:12 h 38:59 min 39:50 min 40:24 min 37:59 min |
| 9     | Schweiz Fritz Kocher Walter Lötscher Alfred Kronig Alfons Supersaxo                | 2:38:00 h 40:55 min 39:21 min 39:44 min 38:00 min |
| 10    | Rumänien Moise Crăciun Manole Aldescu Dumitru Frățilă Constantin Enache            | 2:38:23 h                                         |
| 11    | Island Gunnar Pétursson Ebeneser Þórarinsson Jón Kristjánsson Ívar Stefánsson      | 2:40:09 h                                         |
| 12    | Vereinigte Staaten George Hovland John Burton Theodore Farwell Wendell Broomhall   | 2:53:28 h                                         |
| DNF   | Bulgarien Iwan Staikow Peter Kowatschew Wassil Grujew Boris Stojew                 |                                                   |

Datum: 23. Februar 1952, 12:00 Uhr
13 Staffeln am Start, davon 12 in der Wertung.
Die Finnen waren vom Start bis ins Ziel voran, Hasu hatte schon zweihundert Meter nach dem Start zehn Sekunden Vorsprung. Dahinter kämpften Schweden und Norwegen um Silber, wobei bis zur zweiten Übergabe Schweden führte, danach aber Norwegen davonzog. Die besten Teilzeiten hatten Mäkelä (34:06) vor Brenden (34:37) und Hassu (35:01). Ein Helikopter kreiste über die Strecke herum und funkte ständig die Positionen der Läufer ins Stadion. Die Meldung war immer gleich: «Finnland vergrößert den Vorsprung».

## Ergebnisse Frauen

### 10 km
| Platz | Land | Athletin            | Zeit (min) |
| ----- | ---- | ------------------- | ---------- |
| 1     | FIN  | Lydia Wideman       | 41:40      |
| 2     | FIN  | Mirja Hietamies     | 42:39      |
| 3     | FIN  | Siiri Rantanen      | 42:50      |
| 4     | SWE  | Märta Norberg       | 42:53      |
| 5     | FIN  | Sirkka Polkunen     | 43:07      |
| 6     | NOR  | Rakel Wahl          | 44:54      |
| 7     | NOR  | Marit Øiseth        | 45:04      |
| 8     | SWE  | Margit Albrechtsson | 45:06      |
| 9     | SWE  | Eivor Alm           | 45:20      |
| 10    | NOR  | Gina Sigstad        | 45:37      |
|       |      |                     |            |
| 15    | GER  | Hanni Gehring       | 50:39      |

Datum: 23. Februar 1952, 10:00 Uhr
20 Teilnehmerinnen aus 8 Ländern, davon 18 in der Wertung.
Die Österreicherin Lizzy Kladensky konnte das Rennen nicht beenden und musste zur Hälfte (auf Rang 10 platziert) aufgeben. Sie litt noch unter den Folgen eines Sturzes im Training und bekam während des Laufes Kopfschmerzen. Die Befürchtungen hinsichtlich Ästhetik erfüllten sich nicht: Die Frauen boten keinen „traurigen“ Anblick, sie waren im Ziel erstaunlich frisch und lächelten sogar.